# Connellsville
La ville de Connellsville est située dans le comté de Fayette, dans le Commonwealth de Pennsylvanie, aux États-Unis. Sa population s’élevait à 7 637 habitants lors du recensement de 2010, estimée à 7 368 habitants en 2017.

## Personnalités originaires de Connellsville
- Edwin S. Porter, réalisateur de cinéma et ingénieur ;
- William A. Clark, sénateur du Montana ;
- John Woodruff, champion olympique sur 800 m aux Jeux olympiques d'été de 1936.

## Source
- (en) Cet article est partiellement ou en totalité issu de l’article de Wikipédia en anglais intitulé « Connellsville, Pennsylvania » (voir la liste des auteurs).